# 뒤러의 코뿔소

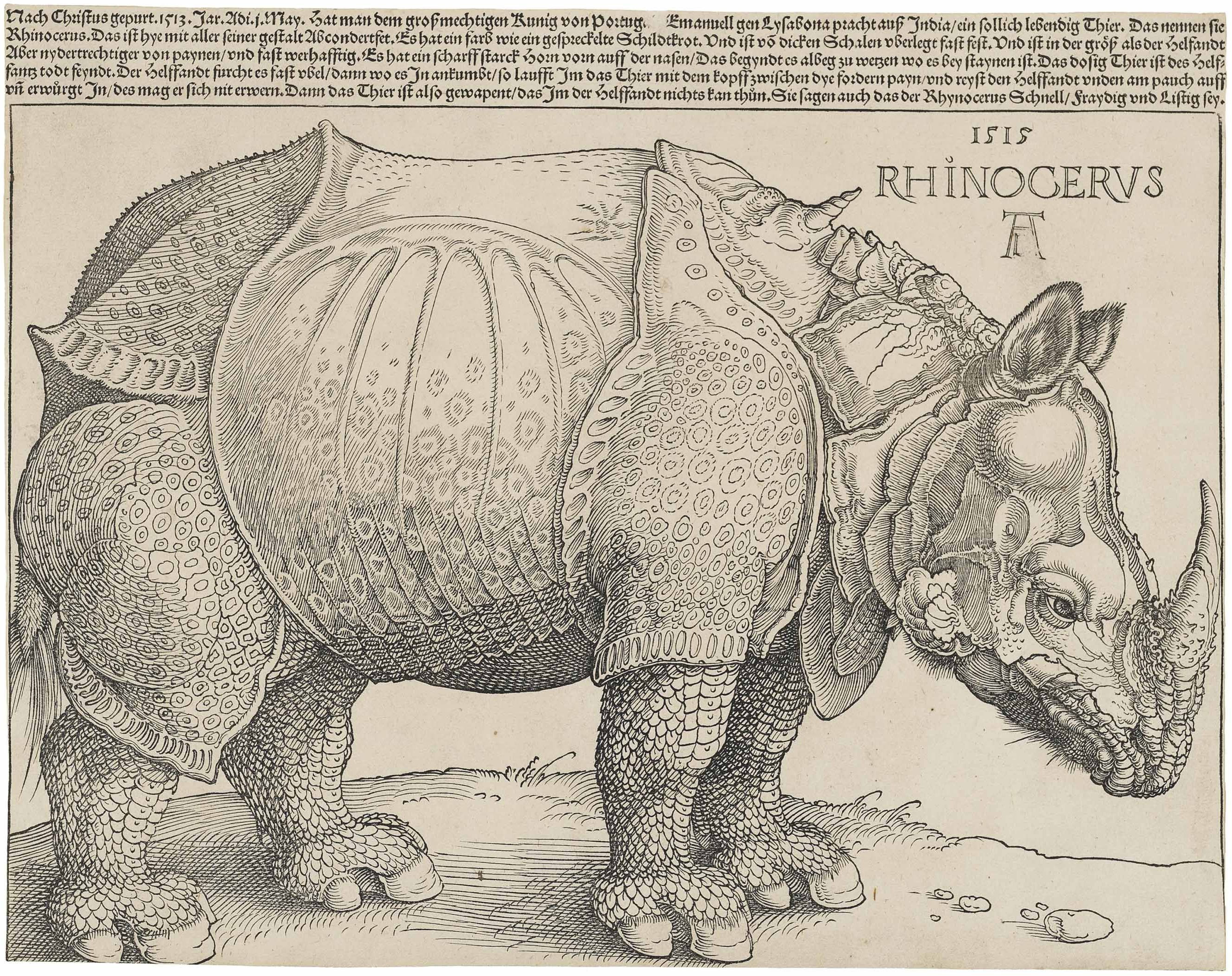
뒤러의 코뿔소

《뒤러의 코뿔소》(Dürer's Rhinoceros)는 알브레히트 뒤러가 르네상스 시대인 1515년에 제작한 목판화이다. 그림은 1515년 초 리스본에 도착한 인도코뿔소를 보고 어느 화가가 묘사한 글과 간단한 스케치를 바탕으로 제작되었다. 뒤러의 목판화는 코뿔소의 정확한 모습을 묘사하지 못했다. 뒤러는 코뿔소를 목에는 고지트, 가슴 쪽에는 흉갑, 그 사이를 잇는 리벳이 있는 갑옷같이 딱딱한 판으로 몸이 둘러싸인 동물로 묘사하였다. 또, 코뿔소의 등에 뒤틀린 작은 뿔을 그렸고, 비늘로 뒤덮어진 다리와 톱과 같이 뾰족한 엉덩이도 그렸다. 하지만 실제로 이러한 특징은 코뿔소에서 찾아 볼 수 없다. 이런 구조적 오류에도 불구하고, 뒤러의 코뿔소는 유럽에서 매우 유명해졌고, 그 후 3세기 동안 많은 복사본들이 판매되었다. 서양인들은 18세기 후반이 될 때까지 그것을 진짜 코뿔소의 모습으로 생각했다. 결국은 1740년대에서 1750년대 사이에 유럽을 돌아다닌 클라라라는 코뿔소를 그린 그림과 같은 더 현실적이고 세밀한 그림들이 뒤러의 코뿔소를 대신하게 되었다. 뒤러의 목판화는 "아마 어떤 동물 그림도 예술에 이 정도로 큰 영향을 끼친 적이 없을 것이다."라고 평가된다.
한편, 로마 제국 시절 이후 유럽에서 살아 있는 코뿔소가 목격된 것은 처음이었다. 뒤러가 그린 코뿔소는 1515년 말에 포르투갈의 왕인 마누엘 1세가 교황 레오 10세에게 선물로 보냈던 것이나, 1516년 초에 이탈리아의 해안에서 난파를 당해 죽었다. 그 이후로 1577년 인도에서 포르투갈의 세바스티앙의 궁중으로 와서 1580년경에 스페인의 펠리페 2세에게 상속된 아바다라는 코뿔소가 올 때까지 유럽에서 살아있는 코뿔소를 다시 볼 수 없었다.

## 코뿔소

### 외교 선물

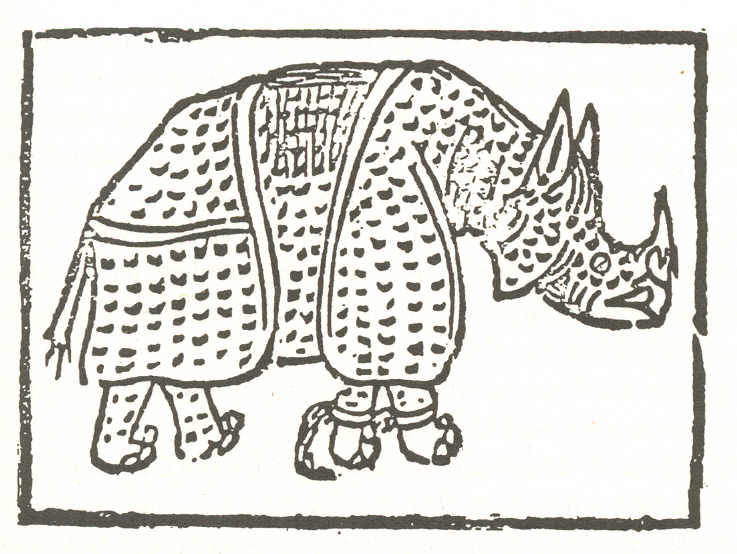
지오바니 자코모 페니가 1515년 7월 로마에서 그린 코뿔소. 코뿔소를 묘사한 판화 중 가장 오래된 것이다.

1514년, 포르투갈령 인도의 통치자인 아폰수 드 알부케르크가 캄베이(현재 구자라트)의 왕인 무자파 2세에게, 디우 섬에 요새를 짓는 것을 허락받기 위해 대사를 보냈다. 비록 허락을 얻지는 못하였지만, 코뿔소를 포함한 외교용 선물들이 교환되었다. 그 당시에는 여러 나라의 지배자들은 동물원을 위해 각 국의 고유종을 교환하기도 하였다. 특히나 코뿔소는 많이 교환 되는 종이었다. 알부케르크는 구자라트어로 '간다(ganda)'라고 하는 선물용 코뿔소와 마누엘 1세는 '오셈(Ocem)'이라 하는 인도인 관리자를 받기로 되어 있었다. 선물용 코뿔소와 인도인은 1515년 1월에 고아를 떠난 노사 센호라 다 아주다(Nossa Senhora da Ajuda)호에 실어졌다. 그 배는 프란체스코 페레이라 코티뉴가 운행했고, 모잠비크, 세인트헬레나, 아소르스 제도를 잠시 정착하면서 인도양에서 희망봉을 거쳐 대서양 북쪽을 항해했다.

### 리스본에서
120일의 빠른 항해 이후, 1515년 5월 20일, 코뿔소는 벨렝탑 근처에 있는 리스본에 내려졌다. 후에 벨렝탑은 코벨 밑에 코뿔소 머리 모양의 가고일로 장식하기도 했다. 코뿔소는 로마 시대 이후로 유럽에 보인 적이 없었다. 그래서 코뿔소는 전설의 동물로 인식 되어 있었고, 베스티아리에서는 코뿔소를 유니콘과 같은 모습으로 묘사했기 때문에 코뿔소의 출현은 당시 큰 파장을 일으켰다.
운반된 코뿔소는 에스타우스 궁전에 있는 코끼리 및 다른 짐승들과 분리되어 리스본에 있는 리베이라 궁전의 마누엘 1세의 동물원에 방치되었다. 1515년 6월 3일, 삼위일체 대축일인 이 날에, 마누엘 1세는 대 플리니우스의 코뿔소와 코끼리가 서로 원수지간이라는 주장을 시험해 보기 위해서 그의 수집된 동물 중 한 새끼 코끼리와 싸움을 붙였다. 코뿔소는 느리게 전진해 코끼리를 향해 갔으나 코끼리는 싸움 구경을 보기 위해 온 구경꾼들의 소음에 익숙치 않았고, 공포에 질린 채로 현장을 날뛰었다.

### 교황에게 가는 길
바스쿠 다 가마가 인도로 가는 항로를 발견한 후, 마누엘 1세의 해군 부대는 극동에 있는 섬들을 탐험했다. 그 섬들을 가지려면 교황의 승인을 얻어야 했기 때문에 교황에게 잘보이기 위하여 마누엘 1세는 그 전 해에 한노라는 이름의 인도에서 온 흰코끼리를 선물로 줬던 것처럼 코뿔소를 메디치 가문의 교황 레오 10세에게 선물로 주기로 했다.
1515년 12월, 은색 접시와 향신료 등 다른 귀중품들과 같이 코뿔소는 꽃으로 치장된 초록색 목걸이를 가지고 교황의 선물용으로 타구스강에서 로마로 가는 선박에 실어졌다. 선박은 1516년 마르세유 근처를 지나갔다. 때마침, 프랑수아 1세가 프로방스의 생막시맹라생트봄에서 마르세유로 돌아왔고, 코뿔소의 모습을 보기 원했기 때문에 선박은 1월 24일 마르세유의 섬에서 잠시 정박했다.

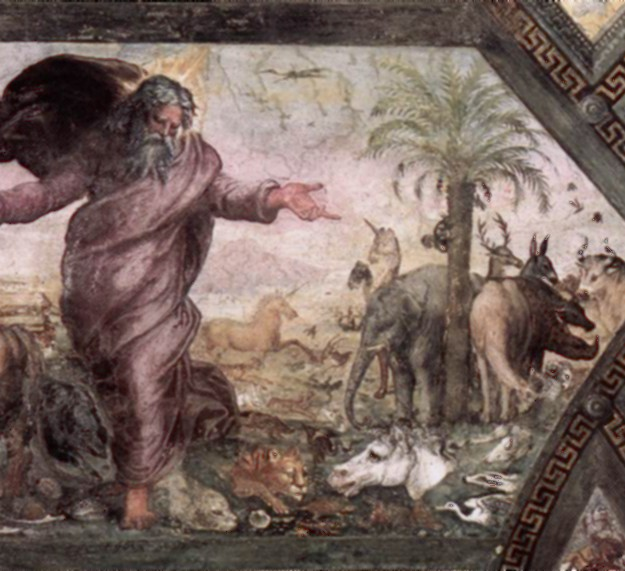
라파엘로 산치오가 1518년에서 1519년 동안 그린 "동물 창조". 코뿔소가 나무 오른쪽에, 한노로 추정되는 코끼리는 그 왼쪽에 있다.

배는 다시 항해를 시작했고, 선박은 리구리아 주의 해안에 있는 라스페치아의 북부인 포르토 베네레를 지나는 중 갑작스러운 폭풍우를 만났다. 갑판에 체인과 족쇄로 묶인 코뿔소는 수영을 할 수 없었고 익사하였다. 코뿔소의 시체는 빌프랑슈쉬르메르에서 발견되었고, 코뿔소의 시체는 박제를 했던 지역인 리스본으로 돌아갔다. 피부는 1516년 2월, 임파글리토(이탈리어로 '짚과 함께 박제된'이란 뜻)로 전시하기 위해 로마로 보내졌다고 한다. 만약 코뿔소가 로마에 도착했더라면, 그것의 운명은 아무도 모른다. 메디치 가문이 피렌체로 옮겼을 수도 있고, 로마 약탈에서 죽었을 지도 모른다. 어떤 경우든 간에 코뿔소가 리스본에서만큼의 영향을 로마에서 끼치지는 못했을 것으로 추정된다.

## 뒤러의 목판화

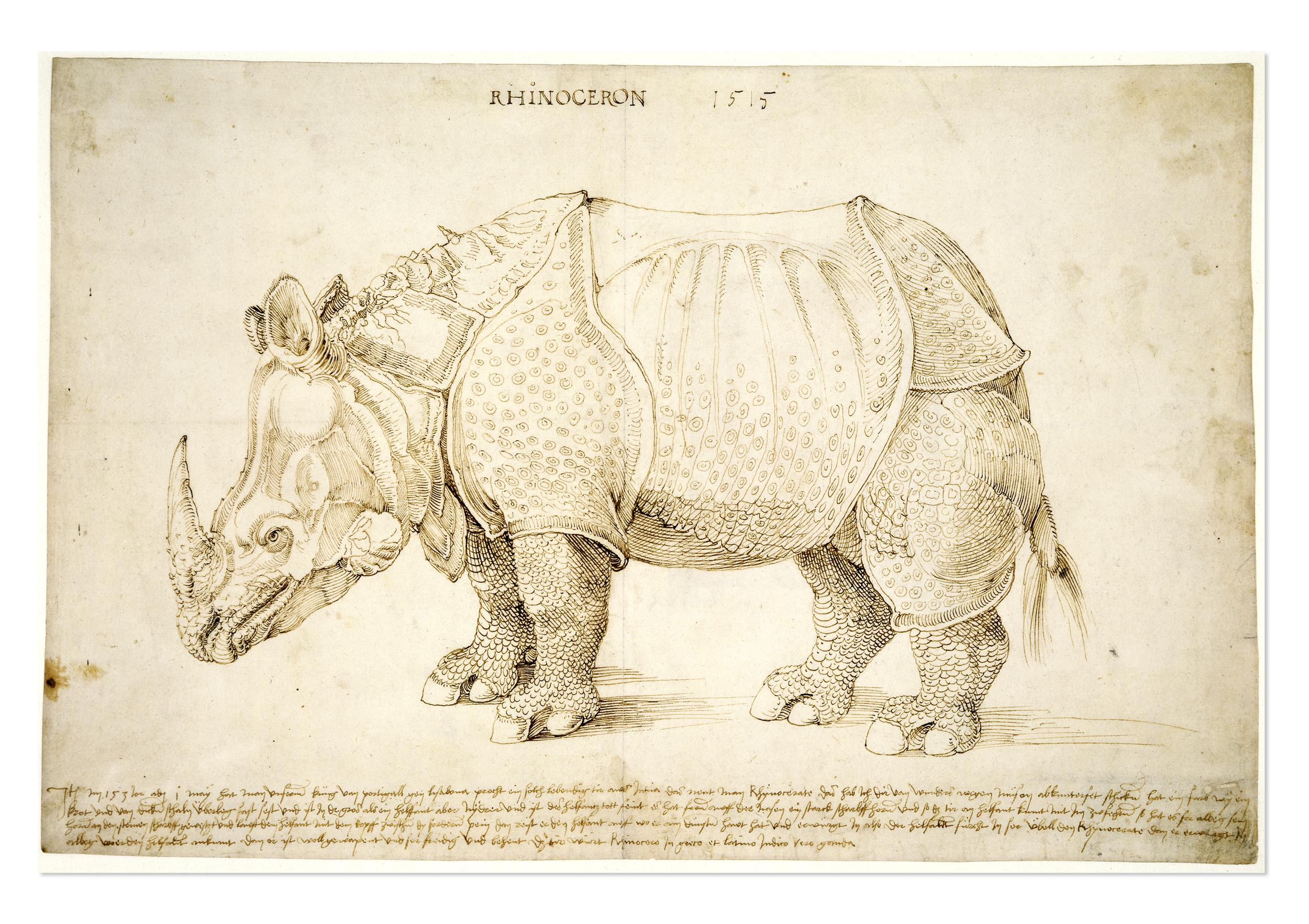
알브레히트 뒤러가 1515년 잉크펜으로 그린 코뿔소이다. 현재 대영 박물관에 소장되어있다. 사본에 있는 설명에는 코뿔소가 리스본에 1513년에 도착했다고 써져있다.

모라바의 상인이자 인쇄가인 발렌팀 페르난데스는 리스본에서 코뿔소를 잠깐 보고 1515년 6월에 뉘른베르크에 사는 친구에게 코뿔소를 묘사한 편지를 보냈다. 그 무렵 익명의 화가가 코뿔소를 그린 그림이 동봉된 또 다른 편지가 리스본에서 뉘른베르크로 보내졌다. 안트베르펜의 교역소 사람들과 친분이 있었던 뒤러는 그 편지와 그림을 보았다. 코뿔소를 직접 본 적은 없지만 뒤러는 그것을 바탕으로 펜과 잉크로 그림을 그렸고, 그가 그린 그림을 반대로 인쇄하여 목판화를 만들었다.
목판화에는 독일어로 대 플리니우스의 설명을 바탕으로 이렇게 써져있다.
| “ | AD 1513년 5월 1일, 포르투갈의 영향력 있는 왕인 마누엘이 코뿔소라 불리는 살아 있는 동물을 인도에서 가져왔다. 다음은 정확한 묘사이다. 코뿔소는 얼룩 무늬의 땅거북 색깔이고, 전체적으로 두꺼운 비늘로 덮여있다. 코끼리 정도의 크기이나 코끼리보다 더 짧은 다리를 가졌고 더 단단해 보인다. 코뿔소의 코에는 돌로 간 것 같이 단단한 뿔이 있다. 또한, 코뿔소는 코끼리와 원수 지간이다. 코뿔소가 코끼리를 만나면 코끼리가 방어할 수 없게 앞 발 사이에 머리를 가지고 코끼리의 복부를 공격한다. 코뿔소는 너무 단단해서 코끼리가 흠집도 낼 수 없다. 또한, 코뿔소는 빠르고, 활동적이며 교활하다고 한다. | ” |

뒤러의 목판화는 코뿔소 전체를 정확하게 표현하지 못하였다. 그는 코뿔소를 딱딱한 판으로 덮힌 동물로 묘사하였다. 목에는 고지트, 가슴 쪽에는 흉갑, 그들을 잇는 리벳처럼 몸 전체가 갑옷을 두르고 있는 것으로 그렸다. 그는 코뿔소의 등에 작은 뿔을 그렸고, 비늘로 뒤덮어진 다리와 톱과 같이 뾰족한 엉덩이도 그렸다. 하지만 실제로는 이런 어떤 특징도 코뿔소에는 나타나 있지 않는다. 뒤러가 묘사한 이런 특징들은 코끼리와 싸우려고 만들었던 플레이트 아머의 부분일 수도 있고, 인도 코뿔소의 두꺼운 피부를 나타낸 것일 수도 있다. 혹은 뒤러가 착각했거나 상상해서 그린 것일 수도 있다.
또한, 뒤러는 비늘로 덮인 몸을 그렸다. 비늘로 덮인 몸을 그린 이유는 위쪽 다리와 어깨를 뒤덮은 사마귀 같은 혹을 가진 거칠고 털이 없는 인도 코뿔소의 가죽의 모습을 반영하려고 시도한 것일 수 있다. 다른 한편으로는 인도에서 포르투갈까지 4달에 걸친 항해로 인해 생긴 피부염을 묘사한 것일 수 도 있다.

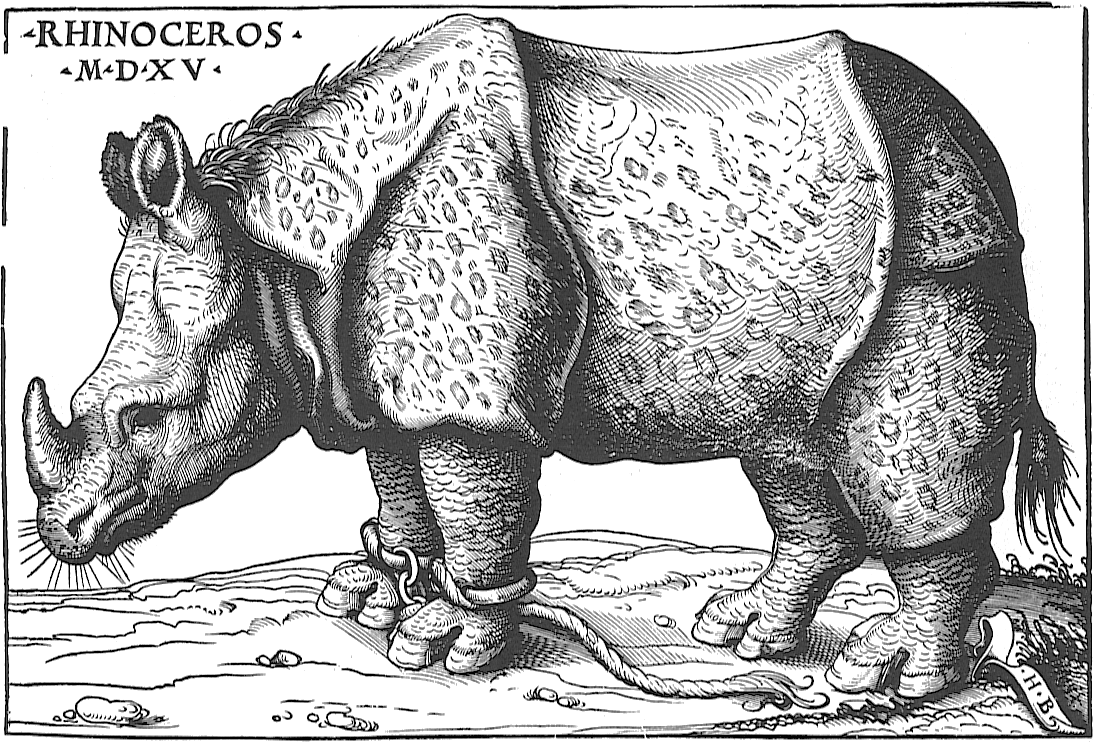
빈의 알베르티나 미술관에 소장 중인 한스 부르크마이어의 1515년 작품.

다음으로 그려진 코뿔소 목판화는 뒤러가 뉘른베르크에 머물던 때 아우크스부르크에서 한스 부르크마이어가 그린 목판화이다. 부르크마이어는 리스본과 뉘른베르크의 상인들과 자주 교류했다. 하지만 그가 뒤러가 그린 그림을 보고 그렸는지 실제로 포르투갈에서 코뿔소를 보았는지는 확실하지 않다. 그가 그린 그림은 뒤러가 상상해서 그린 부분을 없앴고, 코뿔소를 행동을 막기 위해 사용된 사슬을 그려서 더 사실과 비슷했다. 하지만 뒤러의 목판화가 더 영향력이 강하여 부르크마이어의 목판화는 그렇게 뒤러의 목판화에 가려졌다. 뒤러의 그림은 여러 판 인쇄된 반면, 부르크마이어의 그림은 오직 한 쇄만 보존되어있다.
뒤러는 1515년에 그의 첫 번째 목판화를 발행했다. 제목에 오직 5줄만 써져 있어서 다른 판들과는 구별되었고, 1528년 뒤러가 죽은 뒤에도 많은 그림들이 뒤러의 그림을 따라 그렸다. 나중의 그림들은 제목의 글이 6줄이다. 키아로스쿠로 양식을 사용한 목판화를 만들기 위해 1620년경에는 색칠한 판이 만들어졌다. 비록 나중의 그림들은 코뿔소의 다리가 찢어졌거나 구멍이 났지만 원본은 아직도 온전하게 유지되고 사용되고 있다.

### 문화적 영향
잘못된 묘사에도 불구하고, 그림은 널리 쓰였다. 이는 18세기 후반 제대로 된 코뿔소의 묘사가 받아들여지기 전까지 사용되었다. 뒤러는 아마 이러한 사태를 예상하고, 고의적으로 다른 판화보다 값이 싸고 복사하기 쉬운 목판화로 그렸을지 모른다는 추측이 있다. 뒤러의 그림은 제바스티안 뮌스터의 '코스모그라피아 (Cosmographiae)' (1544), 콘라트 게스너의 '동물의 역사' (1551), 에드워드 탑셀의 '4족 짐승의 역사' (1607) 등 많은 자연학자의 문서에 영향을 끼쳤다. 알렉산드로 데 메디치는 1536년 6월, "Non vuelvo sin vencer" (옛스페인어로 '나는 승리를 안하면 돌아오지 않겠다'라는 뜻)의 좌우명과 함께 뒤러의 목판화에 기반해 그린 코뿔소를 그의 문장으로 썼다. 뒤러의 목판화에 기반해 장 구종이 그린 코뿔소 조각은 21m의 높이의 방첨탑 아래 놓여졌고, 1549년 왕족이 프랑스의 앙리 2세가 새로운 왕으로서 프랑스에 도착했을 때 그를 환영하고자 파리에 있는 성묘교회에 세워졌다. 또한, 부조로 된 비슷한 코뿔소가 피사 대성당의 서 쪽의 구리로 된 문판을 장식하고 있다. 코뿔소는 많은 그림과 조각에 묘사되었으며, 도자기의 장식으로 유명해졌다. 뒤러가 그린 잘못 묘사된 그림의 명성은 1580년에서 1588년 마드리드에서 인도 코뿔소가 8년을 살고, 1684년에서 1686년 사이 런던에서 살아있는 코뿔소 전시회가 열리고, 1739년 전시회가 한번 더 열렸음에도 불구하고 없어지지 않았다.

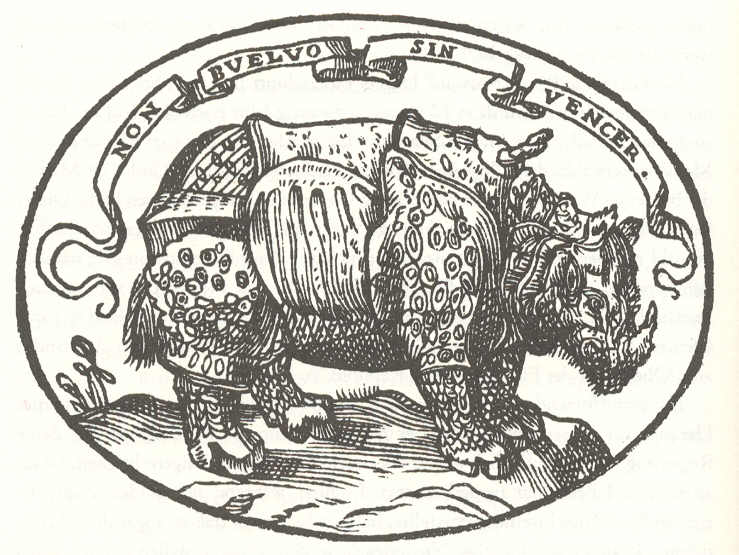
알렉산드로 데 메디치가 사용한 문장.

뒤러가 그린 코뿔소 모습과 그 모습을 기반으로 한 작품들은 코뿔소의 모습을 궁금해하는 대중을 위해 살아있는 코뿔소들이 유럽으로 이송되면서 더 정확한 모습들이 그려지면서 18세기 중후반부터 사라지기 시작했다. 장바티스트 우드리는 1749년에 실물 크기의 클라라를 그렸고, 조지 스터브스는 1790년경에 런던에서 큰 크기의 코뿔소를 그리기 시작했다. 두 그림 모두 뒤러의 목판화보다 정확했고, 더 사실적인 코뿔소의 모습이 대중들의 생각에서 뒤러의 그림대신 자리잡기 시작했다. 특히, 우드리의 그림은 뷔퐁 백작 조르주루이 르클레르의 백과사전인 '자연 이야기(Historie naturelle)'의 삽화에 도움을 주었고, 이는 널리 퍼졌나갔다. 1790년에, 제임스 브루스의 기행문인 '나일강의 기원을 발견하기 위한 여행(Travels to discover the source of the Nile)'에서 뒤러의 작품은 이상할 정도로 모든 부분이 잘못 그려져 있고, 그 동물의 말도 안될 정도로 이상한 형태를 갖게 된 기원인 모습이 지금까지 계속 그려지고 있다고 비판했다. 하지만 제임스 브루스가 묘사한 아프리카 흰코뿔소의 모습도 인도 코뿔소와 눈에 띄게 다른 모습이였으며, 지금까지도 뒤러의 작품과 함께 많이 부정확한 그림이라고 인식되고 있다. 기호학자인 움베르토 에코는 뒤러의 그림에서 비늘과 비늘로 뒤덮인 판이 코뿔소를 묘사하는데 중요한 요소가 되었다고 주장했다. 코뿔소를 잘 아는 사람에게 있어서도 이런 양식화된 기호들이 개인이 기호를 해석하면서 이 기호들이 코뿔소라는 것을 의미한다는 것을 알 수 있기 때문에 중요하다고 했다. 그는 또한 원래 코뿔소의 피부가 보이는 것보다 더 두꺼운데, 그려진 판과 비늘이 이 눈에 보이지 않는 정보를 제대로 묘사했다고 덧붙였다.

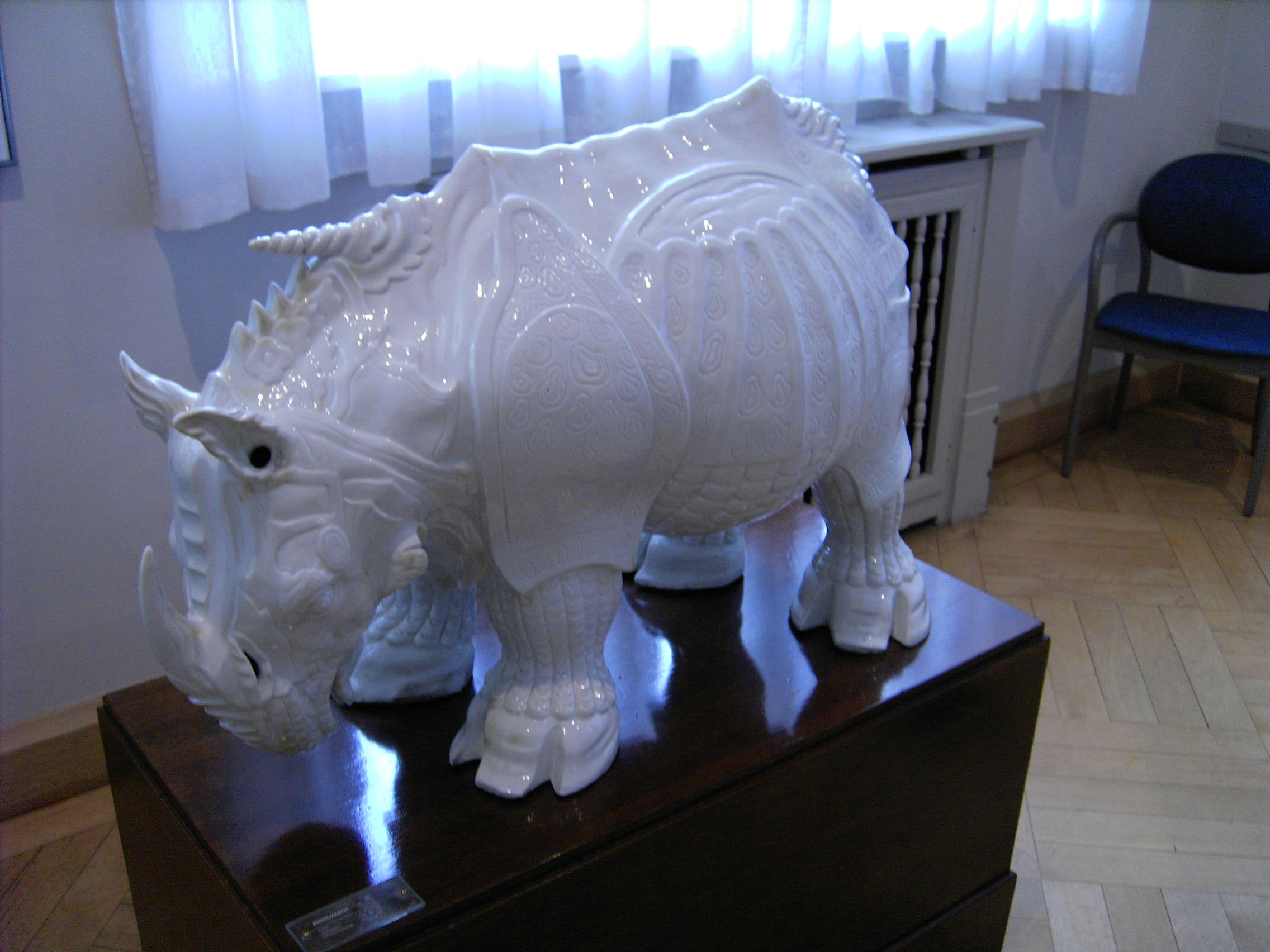
마이센에 있는 도자기 박물관에 소장 중인 코뿔소 모양의 도자기. 뒤러의 목판화를 기초로 제작하였다.

뒤러의 코뿔소는 아직까지 미적인 가치를 지니고 있다. 1930년 후반까지 뒤러의 그림은 독일에서 코뿔소의 성스러운 모습 때문에 학교 교과서에 실렸다. 또한 살바도르 달리의 그림에 영감을 주는데도 영향을 미쳤다. 어린 시절 그의 집에서는 뒤러의 코뿔소 모습을 걸어두었고 그는 자신의 여러 작품에 그 형상을 사용했다.

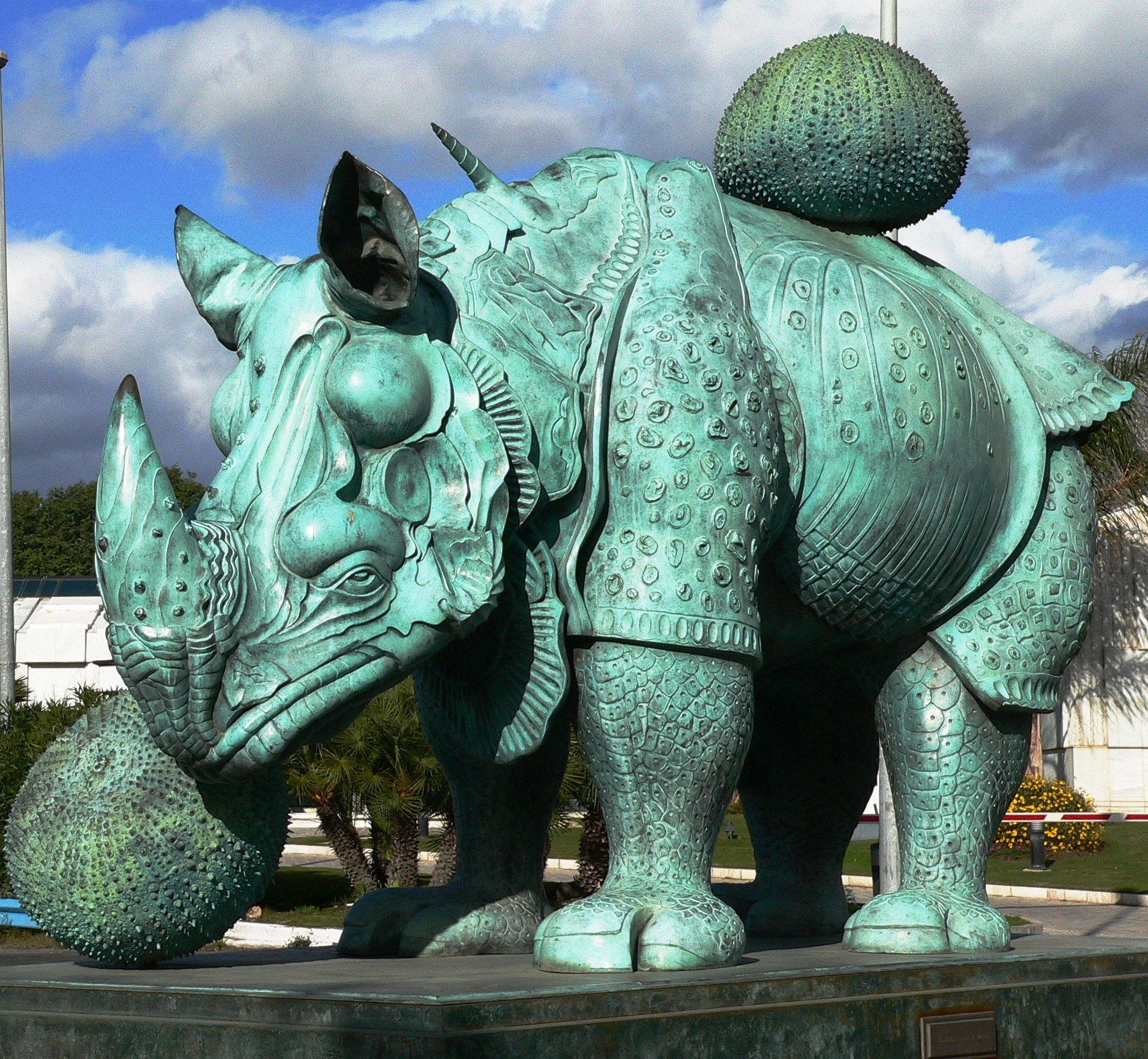
스페인 바누스 항에 위치한 살바도르 달리의 작품.(Rinoceronte vestido con puntillas, 1956)

2013년 크리스티 경매에 나온 코뿔소 목판화의 감정가는 $866,500에 달했다. 이는 뒤러의 작품 중 가장 최고가였다.

## 참고 자료
- Bedini, Silvano A. (1997). 《The Pope's Elephant》. Manchester: Carcanet Press. ISBN 1-85754-277-0. (particularly Chapter 5, "The Ill-Fated Rhinoceros")
- Clarke, T. H. (1986). 《The Rhinoceros from Dürer to Stubbs: 1515–1799》. London: Sotheby's Publications. ISBN 0-85667-322-6. (particularly Chapter 1, "The first Lisbon or 'Dürer Rhinoceros' of 1515")
- David Quammen (2000), The Boilerplate Rhino: Nature in the Eye of the Beholder, Scribner, ISBN 0-684-83728-5(particularly p. 201–209, The Boilerplate Rhino, previously published in this "Natural Acts" column in Outside magazine, June 1993)
- The Story of Süleyman. Celebrity Elephants and other exotica in Renaissance Portugal, Annemarie Jordan Gschwend, Zurich, Switzerland, 2010, ISBN 978-1-61658-821-2

| 전임 중앙아시아의 비취룡 그릇 | 제75대 100대 유물로 보는 세계사 | 후임 기계 갤리온 |